# Ребрик, Юрий Николаевич
Юрий Николаевич Ребрик (1947 — 2015) — советский и российский государственный деятель и учёный; кандидат экономических наук, профессор кафедры «Оптико-электронные системы» Смоленского филиала МЭИ.

## Биография
Родился 20 декабря 1947 года в городе Смоленске.
В 1964 году семья переехала в город Оршу Витебской области Белорусской ССР, где в 1966 году Юрий окончил среднюю школу.
В 1972 году окончил Смоленский филиал Московского энергетического института по специальности «Промышленная электроника». С 1973 по 1976 год работал секретарем комитета ВЛКСМ Смоленского филиала МЭИ, являлся командиром областного штаба студенческого строительного отряда, а также командиром Всесоюзного отряда на комсомольской стройке в городе Гагарине.
С 1976 года работал заместителем начальника цеха; с 1977 года — начальником цеха; с 1982 года — заместителем главного инженера по основному производству; с 1984 года — заместителем генерального директора по режиму и охране; с 1998 года — директором по внешним связям - заместителем генерального директора производственного объединения «Кристалл» (производство бриллиантов, город Смоленск). С 1998 года Юрий Николаевич Ребрик работал генеральным директором СГУП ПО «Кристалл». Был назначен на это пост после убийства прежнего директора — Александра Шкадова.
Кроме производственной, занимался педагогической и общественной деятельностью: преподавал на кафедре «Оптико-электронные системы» в смоленском филиале МЭИ; был секретарем политсовета Смоленского регионального отделения партии «Единая Россия» и председателем Общественной палаты Смоленской области. В ноябре 1998 года на дополнительных выборах избран депутатом Смоленской областной Думы второго созыва по 5-у избирательному округу (место также освободилось после убийства Шкадова). В Думе  вошел в состав постоянной комиссии по промышленности, транспорту, связи и предпринимательству.
Умер в Смоленске 1 июля 2015 года. Похоронен на городском кладбище «Тихвинка».

## Заслуги
- Награжден орденами «Знак Почёта» и Дружбы, а также медалями, в числе которых «За доблестный труд».[5]
- Почетный гражданин Смоленской области (29 октября 2015) — за большой вклад в укрепление и развитие экономики Смоленской области, парламентаризма и гражданского общества[3]
- Президент Ассоциации российских производителей бриллиантов.